# Luz-Saint-Sauveur
Luz-Saint-Sauveur település Franciaországban, Hautes-Pyrénées megyében. Lakosainak száma 914 fő (2022. január 1.). Luz-Saint-Sauveur Esquièze-Sère, Sassis, Sazos, Cauterets, Gavarnie-Gèdre, Aragnouet, Barèges, Betpouey, Viella és Esterre községekkel határos.

## Népesség
A település népességének változása:
| Lakosok száma | 981  | 982  | 1004 | 966  | 952  | 939  | 929  | 921  | 914  |
|               | 2013 | 2015 | 2016 | 2017 | 2018 | 2019 | 2020 | 2021 | 2022 |